# Jean-Hugues Anglade

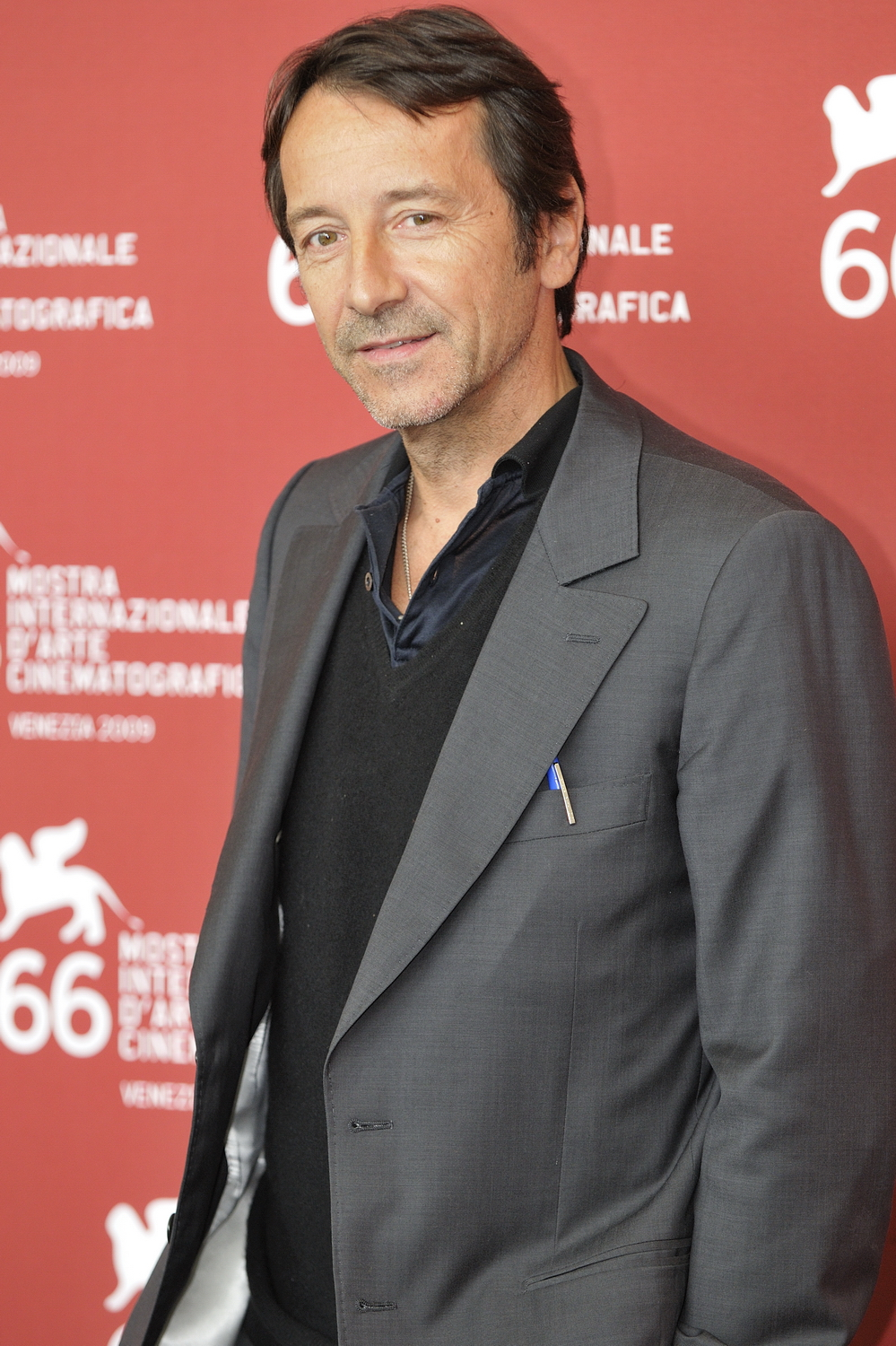
Anglade 2009 bei den Filmfestspielen von Venedig

Jean-Hugues Anglade (* 29. Juli 1955 in Thouars) ist ein französischer Schauspieler. Bekanntheit erlangte er in den 1980er und 1990er Jahren mit Hauptrollen in Spielfilmen von Jean-Jacques Beineix (Betty Blue – 37,2 Grad am Morgen, 1986), Luc Besson (Subway) und Patrice Chéreau (Der verführte Mann – L’Homme blessé, 1983 sowie Die Bartholomäusnacht, 1994). 

## Leben und Filmkarriere

### Ausbildung und erste Filmrollen
Anglade ist der Sohn eines Tierarztes und einer Sozialarbeiterin. Er studierte fünf Jahre am Conservatoire national supérieur d’art dramatique in Paris unter Antoine Vitez. 1981 hatte er nach einer Reihe von Auftritten in französischen Fernsehproduktionen sein Kinodebüt in Pierre Larys Spielfilm Flirt mit dem Tod, in dem er an der Seite von Jean Rochefort und Dominique Sanda eine Nebenrolle auftrat. 
Seinen ersten Erfolg feierte er im folgenden Jahr unter der Regie von Patrice Chéreau. In dessen Drama Der verführte Mann – L’Homme blessé spielt er den jungen Henri, der seine Homosexualität entdeckt und eine Beziehung mit einem manipulativen Kleinkriminellen eingeht. Für den Film, der 1983 bei den Filmfestspielen von Cannes gezeigt wurde, erntete er Kritikerlob, und er wurde ein Jahr danach als bester Nachwuchsdarsteller für den französischen Filmpreis César nominiert. 
Nach einer Nebenrolle in dem Thriller Gefährliche Züge an der Seite von Michel Piccoli, Liv Ullmann und Leslie Caron folgte 1986 ein Part in Luc Bessons Subway, einem Thriller, der in den Tunneln der Pariser Métro spielt. Dieser wurde 1986 für dreizehn Césars nominiert, unter anderem für Anglade als bestem Nebendarsteller.

### Durchbruch mitBetty Blue
Der Durchbruch gelang Anglade im Jahr 1986 mit einer Hauptrolle in Betty Blue – 37,2 Grad am Morgen von Jean-Jacques Beineix. Der auf dem gleichnamigen Roman von Philippe Djian basierende Film erzählt die Geschichte des jungen Schriftstellers Zorg, der eine Amour fou mit einer jungen Aussteigerin erlebt, die schließlich im Wahnsinn endet. Betty Blue war 1987 als bester fremdsprachiger Film für einen Oscar nominiert und brachte Anglade seine erste César-Nominierung als bester Hauptdarsteller sowie im selben Jahr den renommierten Prix Jean Gabin ein.
Danach war Anglade auf den Rollentypus des jungen Wilden aus Betty Blue festgelegt, so in dem Liebesfilm Krank vor Liebe (1987), in dem er gegen Michel Piccoli um die Gunst einer idealistischen Friseurin (gespielt von Nastassja Kinski) buhlt. 1989 spielte er in Alain Corneaus Roadmovie Nächtliches Indien einen Historiker, den es auf der Suche nach einem verschollenen Freund von Bombay an die indische Westküste verschlägt. 
1990 arbeitete Anglade erneut mit Luc Besson zusammen. In dessen Action-Thriller Nikita verkörpert er an der Seite von Anne Parillaud den Geliebten einer jungen Drogenabhängigen, die gezwungen wird, Auftragsmorde für die französische Regierung auszuführen. Im selben Jahr folgte Eine Sommernacht in der Stadt mit Marie Trintignant sowie ein Jahr später der Episodenfilm La domenica specialmente mit Patricia Arquette, Bruno Ganz, Ornella Muti und Philippe Noiret.

### César-Gewinn und internationale Karriere

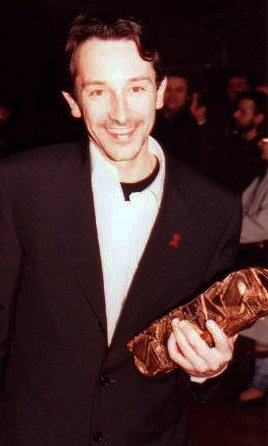
Anglade 1995 mit dem César als Bester Nebendarsteller

Den größten Erfolg seiner Schauspielkarriere feierte Jean-Hugues Anglade 1994 mit Die Bartholomäusnacht, Patrice Chéreaus Verfilmung des Romans La Reine Margot von Alexandre Dumas dem Älteren, der das Ränkespiel am französischen Königshof zur Zeit der Hugenottenkriege im 16. Jahrhundert schildert. Anglades Darstellung des geisteskranken Königs Karl IX., der von seiner Mutter, Katharina von Medici (gespielt von Virna Lisi), manipuliert wird, brachte ihm seinen ersten César als bester Nebendarsteller ein. Die 27 Millionen Euro teure Großproduktion, die eine zentrale Phase der französischen Geschichte behandelt, wurde in Frankreich als nationales Ereignis gefeiert und 1995 für den Golden Globe sowie 1996 für den britischen British Academy Film Award als bester fremdsprachiger Film nominiert. An Anglades Seite spielten Isabelle Adjani, Daniel Auteuil und Vincent Perez die Hauptrollen.
Ebenfalls 1994 hatte Anglade einen Cameo-Auftritt in Luc Bessons Léon – Der Profi. Ein Jahr danach folgte eine Zusammenarbeit mit Claude Sautet, in dessen Nelly & Monsieur Arnaud Michel Serrault und Emmanuelle Béart Hauptrollen spielten. 
Mit Thrillern wie Roger Avarys Killing Zoe (1994), Gregory Marquettes Blond und skrupellos (2000) und Jean-Jacques Beineix’ Mortal Transfer (2001) versuchte sich Anglade anschließend im internationalen Kino zu etablieren. 2004 folgte seine erste Hollywood-Rolle als frankokanadischer Polizeiermittler in Taking Lives – Für Dein Leben würde er töten an der Seite von Ethan Hawke, Angelina Jolie und Kiefer Sutherland. 2005 war er in dem deutschen Fernsehfilm Kein Himmel über Afrika neben Veronica Ferres zu sehen. 2007 spielte er in Simon Groß’ Thriller Fata Morgana in einer weiteren deutschen Produktion mit Matthias Schweighöfer und Marie Zielcke. Kleine Rollen übernahm er in US-amerikanischen Fernsehserien wie Die Sopranos (2002) und John Adams – Freiheit für Amerika (2008). 
Ab 2008 spielte er in Frankreich unter der Regie von Josée Dayan die Hauptrolle in mehreren Kriminalverfilmungen für das Fernsehen (unter anderem in Der vierzehnte Stein, Es geht noch ein Zug von der Gare du Nord und Bei Einbruch der Nacht), in denen er jeweils in die Rolle des Ermittlers Jean-Baptiste Adamsberg (nach den Kriminalromanen von Fred Vargas) schlüpfte. Von 2009 bis 2016 verkörperte er den abgehalfterten Polizisten Eddy Kaplan in der auf vier Staffeln angelegten Krimiserie Braquo.

### Privatleben
Anglade, der auch in dem Lied Cosmopolitan von Vincent Delerm erwähnt wird, war von 1996 bis 2000 mit der Schauspielerin Pamela Soo verheiratet, die er bei den Dreharbeiten zu seiner einzigen Regiearbeit (Tonka, 1997) kennenlernte. Aus seiner 2004 beendeten Beziehung mit Mali Lecomte stammen zwei 2001 und 2002 geborene Söhne.
Im Jahr 2001 berichtete Anglade in der Fernseh-Talkshow Tout le monde en parle, dass er im Alter von 13 Jahren zum Opfer eines Pädophilen geworden sei. 2005 wurde er Opfer eines Überfalls am Seine-Ufer in Paris.
Am 21. August 2015 wurde Anglade bei einem Attentat auf einen Hochgeschwindigkeitszug auf der Fahrt von Amsterdam nach Paris verletzt, als er eine Scheibe einschlug, um Alarm auszulösen. Später erhob er Vorwürfe gegen das Zugpersonal, das sich in einem abgesperrten Abteil in Sicherheit gebracht und auf die Hilferufe Reisender nicht reagiert habe.

## Filmografie (Auswahl)

### Darsteller
- 1982: Flirt mit dem Tod (L’Indiscrétion)
- 1983: Der verführte Mann – L’Homme blessé (L’Homme blessé)
- 1984: Gefährliche Züge (La Diagonale du fou)
- 1985: Subway
- 1985: Unter Wölfen (Les loups entre eux)
- 1986: Betty Blue – 37,2 Grad am Morgen (37° 2 le matin)
- 1987: Krank vor Liebe (Maladie d’amour)
- 1989: Nächtliches Indien (Nocturne indien)
- 1990: Nikita
- 1990: Eine Sommernacht in der Stadt (Nuit d’été en ville)
- 1991: Felix und der Außerirdische (Gawin)
- 1991: La domenica specialmente
- 1993: Les Marmottes
- 1994: Killing Zoe
- 1994: Die Bartholomäusnacht (La Reine Margot)
- 1995: Sag ja! (Dis-moi oui)
- 1995: Nelly & Monsieur Arnaud
- 1996: Les Menteurs
- 1996: Wahlverwandtschaften (L’Affinità elettive)
- 1996: Maximum Risk
- 1997: Tonka
- 2000: Blond und skrupellos (Dark Summer)
- 2000: Haus der dunklen Wünsche (En face)
- 2001: Mortal Transfer (Mortal transfert)
- 2002: Die Sopranos (The Sopranos) (TV-Serie, eine Folge)
- 2002: Der schönste Tag in meinem Leben (Il Più bel giorno della mia vita)
- 2003: Eher geht ein Kamel durchs Nadelöhr … (Il est plus facile pour un chameau …)
- 2004: Taking Lives – Für Dein Leben würde er töten (Taking Lives)
- 2005: Kein Himmel über Afrika (TV-Film)
- 2005: L’Anniversaire
- 2007: Fata Morgana
- 2007: Shake Hands with the Devil
- 2008: Borderline – Kikis Story (Borderline)
- 2008: Il prossimo tuo
- 2008: Shanghai 1976
- 2008: Fred Vargas – Der vierzehnte Stein (Sous les vents de Neptune) (TV-Film)
- 2008: John Adams – Freiheit für Amerika (John Adams) (TV-Miniserie)
- 2009–2016: Braquo (TV-Serie, 30 Folgen)
- 2009: Villa Amalia
- 2009: Fred Vargas – Es geht noch ein Zug von der Gare du Nord (L’Homme aux cercles bleus) (TV-Film)
- 2009: Fred Vargas – Bei Einbruch der Nacht (L’Homme à l’envers) (TV-Film)
- 2009: Ruhelos (Persécution)
- 2010: Home Invasion – Der Feind in meinem Haus (Dans ton sommeil)
- 2010: Fred Vargas – Un lieu incertain (TV-Film)
- 2011: Duo Infernale – Zwei Profis ohne Plan (Le Marquis)
- 2011: Mineurs 27
- 2011: Rani – Herrscherin der Herzen (Rani) (TV-Miniserie)
- 2011: Zwischen den Fronten (Amoureuse) (TV-Film)
- 2011: La Mauvaise rencontre (TV-Film)
- 2012: Amitiés sincères
- 2013: L’Autre vie de Richard Kemp
- 2014: The Ninth Cloud
- 2014: Les Trois silences (TV-Film)
- 2015: Je suis un soldat
- 2015: Suburra
- 2017: Maximilian – Das Spiel von Macht und Liebe (TV-Mehrteiler)
- 2018: Ein Becken voller Männer (Le Grand bain)
- 2022: Nebensaison (Hors saison)
- 2022: Tödliche Ahnung (Visions)
- 2022: Freiheit oder Tod (Vaincre ou mourir)

### Regisseur
- 1997: Tonka

### Drehbuchautor
- 1997: Tonka

## Auszeichnungen
Ehrungen
- 2010: Kommandeur des Ordre des Arts et des Lettres[9]

César
- 1984: Nominierung in der Kategorie Bester Nachwuchsdarsteller für Der verführte Mann – L’Homme blessé
- 1986: Nominierung in der Kategorie Bester Nebendarsteller für Subway
- 1987: Nominierung in der Kategorie Bester Hauptdarsteller für Betty Blue – 37,2 Grad am Morgen
- 1990: Nominierung in der Kategorie Bester Hauptdarsteller für Nächtliches Indien
- 1995: Bester Nebendarsteller für Die Bartholomäusnacht
- 1996: Nominierung in der Kategorie Bester Nebendarsteller für Nelly & Monsieur Arnaud
- 2010: Nominierung in der Kategorie Bester Nebendarsteller für Ruhelos
- 2019: Nominierung in der Kategorie Bester Nebendarsteller für Ein Becken voller Männer

Weitere
- 1987: Jean-Gabin-Preis
- 2012: Nominierung in der Kategorie Bester Darsteller in einer Dramaserie auf dem Festival de Télévision de Monte-Carlo für Braquo